# Друштво за просвећивање жене у Великој Кикинди
Друштво за просвећивање жене у Великој Кикинди било је једино српско женско удружење добротворног типа, које је по завршетку Првог светског рата и стварања Краљевине СХС, 1919. године обновило рад Великокикиндске добротворне задруге Српкиња, основане с краја 19. века, а забрањене избијањем Првог свестког рата.

## Историја
Бити образована жена у новооснованој Краљевини СХС, потом Краљевини Југославија, била је не само привилегија већ и бреме, које су само најхрабрије могле да носе, јер су морале да се непрекидно доказују, а понекад и боре против заосталог друштва. Део ток свог доказивања жене су испољавале и кроз оснивање и рад у добровољним навладиним друштвима жена која су оснивана широм Краљевине СХС.
У склопу тих хтења настало је и Друштво за просвећивање жена у Великој Кикинди, 25. маја 1919. године, прво као Коло напредних женскиња, да би почев од 1923. године почело да носи назив Друштво за просвећивање жена. Конститутивна скупштина друштва одржана је 1. јуна 1919. године, на којој је изабрана и прва управа Кола, на челу са председницом Даницом Бандић учитељицом, редитељем и дечјим писцем и пословођом Босиљком Стојановић.
Циљеви оснивања и значај
Коло напредних женскиња основано је са циљем да жене овог дела Војводине постану активне и корисне грађанке новостворене Краљевине СХС."
У Великој Кикинди Друштво је у периоду између два светска рата имало велики значај на добротворно - хуманитарном плану, јер је као и све остале женске задруге у граду, пружало помоћ сиромашним и болесним лицима, самохраним мајкама, удовицама и нарочито деци, прикупљеним новчаним средстватокоим на игранкам, томболи, чајанкама и другим добротворним акцијама Друштва.
Чланство
Редован члан Кола могла је постати, свака:
- Девојка која је завршила школу
- Жена која се слаже са програмом удружења.[3]

Делатности друштва
Главне делатности Друштва биле су приређивања;
- забава и чајанки,
- села (приредби),
- томбола,
- изложби ручних радова,
- предавања (међу којима су се истицала предавања из књижевности, историје, хигијене и правилног васпитања деце).

Слава друштва
За славу Кола узета је слава Свети цар Константин и царица Јелена, која је празнована 3. јуна, сваке године до краја постојања друштва.
Престанак рада
Друштво за просвећивање жене функционисало је у Великој Кикинди до 1941. године и окупације града од стране нацистичке Немачке.
Након Другог светског рата Друштво није обновљено, а током окупације архива Друштва је развучена и уништена.

## Легат Друштва
Најзначајнији легат рада Друштва за просвећивање жене било је оснивање Женске занатске школе у Великој Кикинди 1921. године.
Оснивање ове установе показало се као значајно за образовање и културу Кикинђанки између два светска рата, јер се у њој обављало стручно и теоријско образовање, оспособљавање и васпитавање девојке, за самосталан живот и рад. Добротворни аспект школе дошао је до изражаја 1934. године...када је у оквиру школе основана ђачка трпеза за потребе исхране сиромашнијих ученица школе. Међутим, убрзо су ученице лошијег материјалног стања из квартовских основних школа такође постале кориснице ђачке трпезе при Женској занатској школи.